# 병병
병병(丙並, ? ~ ?)은 전한 말기의 제후로, 노국 사람이다. 승상 병길의 증손이자, 태복 병현의 손자이며, 태상 병창의 아들이다.

## 행적
원시 2년(2년), 병창의 뒤를 이어 박양후(博陽侯)에 봉해졌다.
시호를 희(釐)라 하였고, 작위는 아들 병승객이 이었다.

## 출전
- 반고, 《한서》 권18 외척은택후표

| 선대 아버지 박양강후 병창 | 전한의 박양후 2년 ~ ? | 후대 아들 병승객 |